# Pinetum Blijdenstein

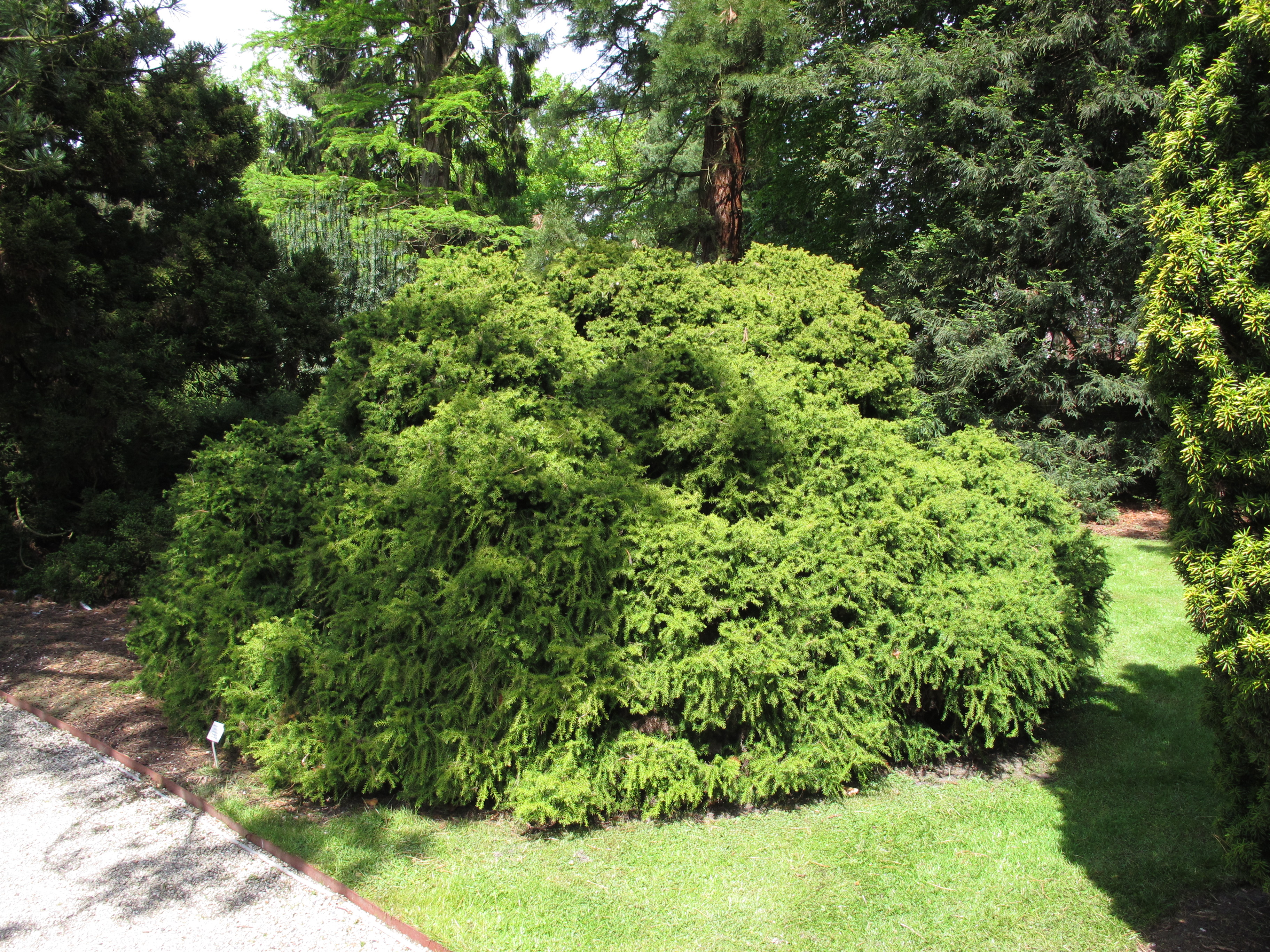
Meer dan 85 jaar oude Cryptomeria japonica 'Monstrosa Nana'.

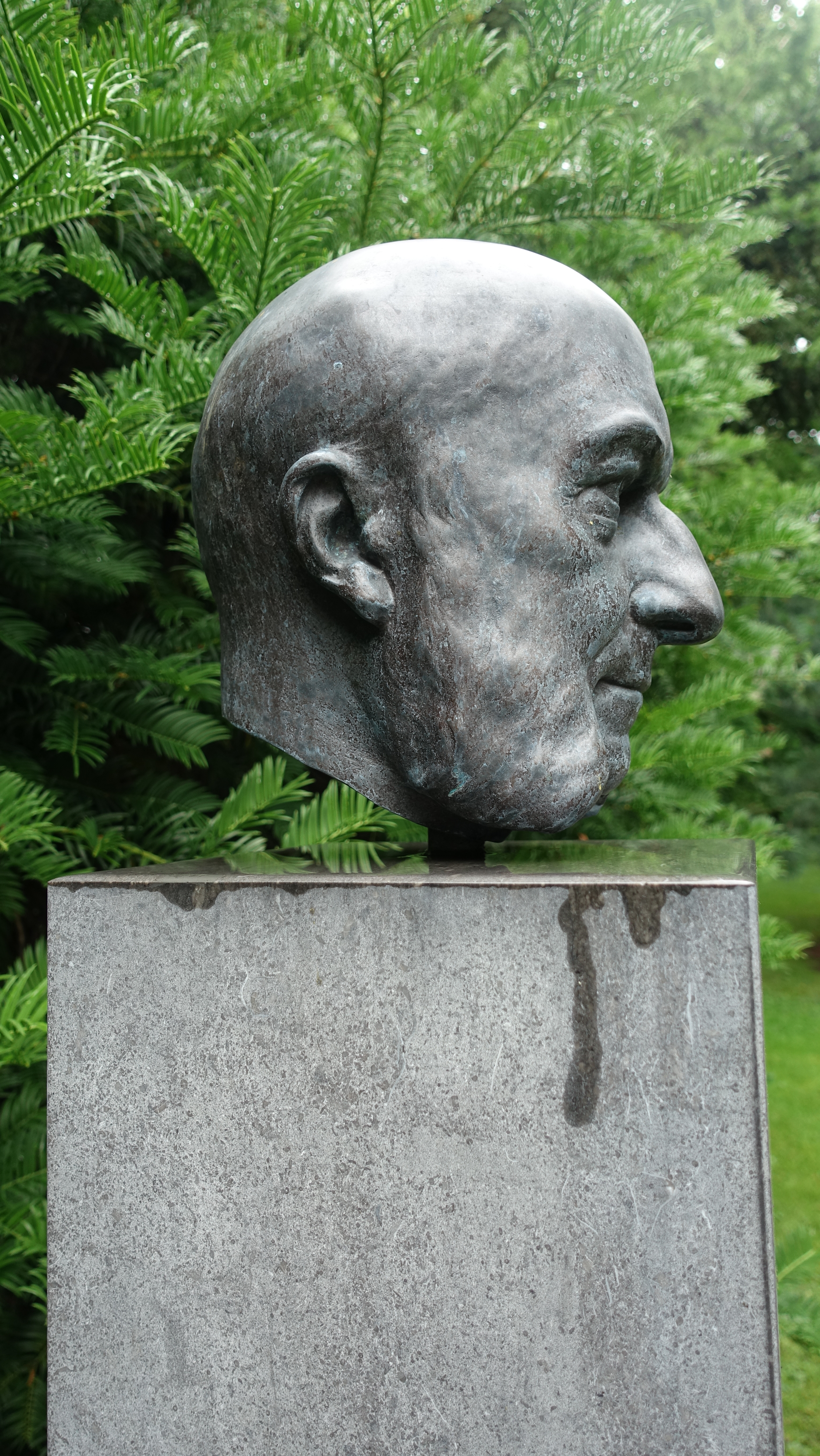
Beeld van B.W. Blijdenstein

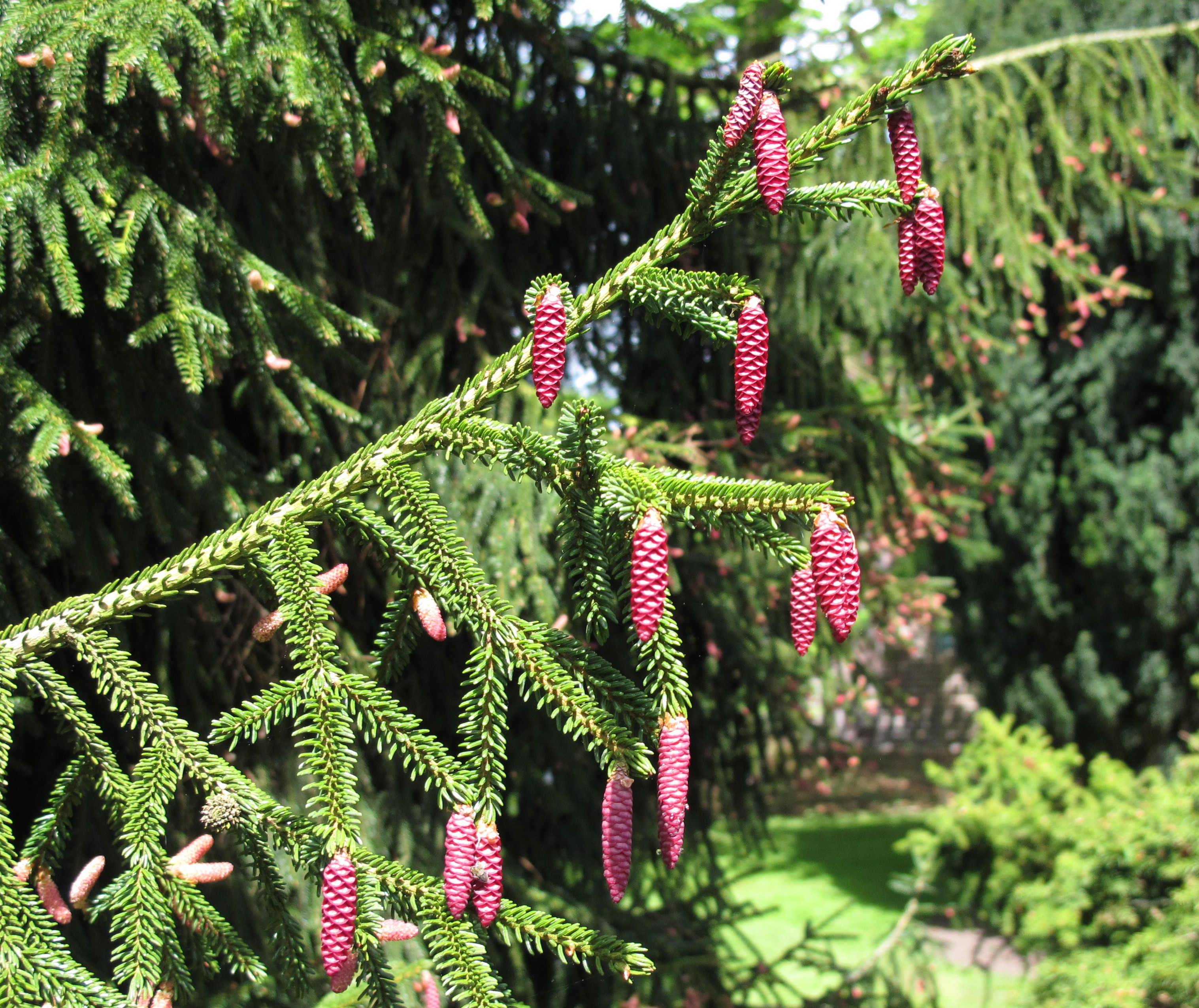
Jonge kegels van de Kaukasische spar

Pinetum Blijdenstein is een pinetum in Hilversum, dat in 1898 werd gesticht. Een pinetum is een gespecialiseerd arboretum, een naaldbomentuin, met een collectie coniferen en andere naaktzadigen. Pinetum Blijdenstein heeft een collectie van ongeveer 400 naaldbomen. Daarnaast biedt het pinetum ook onderdak aan ruim honderd soorten rododendrons en een aantal  Ephedra's en Cycas. Het terrein van deze botanische tuin is 2 hectare groot.

## Geschiedenis
De bankier Benjamin Willem Blijdenstein (1834-1914) kreeg belangstelling voor bomen toen hij vanaf 1856 in Londen werkte en Kew Gardens bezocht. Hij kocht in 1880 een stuk grond van 6 ha. in Hilversum aan de 's-Gravelandseweg. De Amsterdamse architect Isaac Gosschalk ontwierp een landhuis, dat de naam Villa Vogelenzang kreeg. In 1898 werd de ommuurde fruit- en groentetuin van het landgoed als pinetum ingericht. Tot zijn overlijden in 1914 heeft Blijdenstein zich intensief met de opbouw van het pinetum beziggehouden. In 1909 liet hij de bekende tuinarchitect Hendrik Copijn een ontwerp voor de inrichting van de tuin maken in de traditie van de Engelse landschapsstijl. De padenstructuur is in grote lijnen ongewijzigd gebleven. Uit deze begintijd stammen nog een reuzenlevensboom Thuja plicata en een mammoetboom Sequoiadendron giganteum.
In 1932 werd het pinetum geschonken aan de Universiteit van Amsterdam. Mogelijk was een van de eerste nieuw geplante bomen in die tijd een Californische torreya Torreya californica. Deze boom gaf nog in 2011 een overvloed aan vruchten en stierf het jaar daarna.  Sinds 2000 is het pinetum niet meer aan de universiteit verbonden. De Stichting Pinetum Blijdenstein is nu eigenaar.
Tot 1984 waren er slechts twee kleine muurkassen, maar in 1985 werd een grote tropische kas gebouwd. Het dak van deze kas werd in 2012 gerenoveerd.
Van 1932 tot 1945 was dhr. Van Essen beheerder, en van 1946 tot 1981 dhr. Bootsman. Tussen 1982 en 2007 was Nico Schellevis beheerder van pinetum Blijdenstein.
Van 2008 tot 2019 is André Aptroot wetenschappelijk collectiebeheerder geweest. Hij werd opgevolgd door Rob Kruijt. Hans van Roon treedt sinds 2009 op als tuinbeheerder.
In maart 2008 kreeg het pinetum de status van gemeentelijk monument. Ook de dienstwoning van architect Johan Wilhelm Hanrath uit 1903 kreeg deze status en is gerestaureerd. Er verrees op het terrein van het pinetum ook een nieuw bezoekerscentrum met de naam “Klein Vogelenzang”. Dit werd op 15 mei 2009 officieel geopend.

## Collectie
Van de naaktzadigen (Gymnospermae) herbergt Pinetum Blijdenstein de volgende Nationale Plantencollecties:
- Coniferen (Coniferales) , vertegenwoordigd met ongeveer 400 soorten uit gematigde, subtropische en tropische streken. De nadruk ligt op soorten, die in de natuur voorkomen (dus niet op cultivars), en op bedreigde soorten. Van alle coniferen op de wereld zijn 62 soorten zeer ernstig met uitsterven bedreigd. Daarvan bevinden er zich 14 in de collectie van pinetum Blijdenstein. Een bijzondere conifeer in de collectie is bijvoorbeeld de Wollemia (Wollemia nobilis).
- Palmvarens (Cycadales), een collectie van ca. 80 soorten die 's winters in een kas gehouden worden.
- Ephedra's (Ephedraceae), waarschijnlijk 's werelds grootste collectie.

Daarnaast bevinden zich in het pinetum de volgende collecties:
- Rododendrons (Rhododendron), ruim honderd soorten.
- een omvangrijke collectie Tasmaanse planten, waaronder een grote collectie (Tasmaanse) boomvarens (Dicksonia antartica).

Het pinetum is aangesloten bij Botanic Gardens Conservation International.